# 清徐县
清徐县在中国山西省太原市南部，汾河纵贯，是太原市所辖的一个县，为中国醋都。縣人民政府駐清源鎮美錦大街105號。
有民谣称：“自古酿醋数山西，追源溯流在清徐”。清徐“福源昌”生产的“山西老陈醋”曾获1924年巴拿马国际博览会优质商品一等奖。

## 历史
1952年清源县与徐沟县合并而成。

## 地理
地势西北高，东南低。西北山地属吕梁山余脉，东南为平原，属太原盆地。

## 行政区划
清徐县下辖4个镇、5个乡：
清源镇、徐沟镇、东于镇、孟封镇、马峪乡、柳杜乡、西谷乡、王答乡和集义乡。

## 交通
- 307国道横穿该县东部。 208国道、 339国道过境。
- 大运高速公路

## 人口
2010年第六次全国人口普查清徐县常住人口共343861人。
根据第七次人口普查数据，截至2020年11月1日零时，清徐县常住人口为344472人。

## 方言
清徐县境内方言属晋语并州片方言，有五个声调，其中两个入声调，保留有喉塞音的入声韵尾。

## 经济
2011年全县实现地区生产总值（GDP）117.26亿元，人均地区生产总值33989元。三次产业结构比为12.4：65.4：22.2。

## 风景名胜
- 全国重点文物保护单位：狐突庙、清源文庙、清徐尧庙
- 山西省文物保护单位：严香寺、清徐香岩寺、清泉寺
- 清徐县文物保护单位
- 历史悠久的东湖莲花池，以及东湖东南侧的水阁楼记录着这个县城的历史。
- 该县地域上分旧城与新城，以湖东大街为界。东部为新城，西部为旧城。水阁楼正对商业街，为主要小商品销售场所。东湖的西侧则是一个小广场。

## 美食

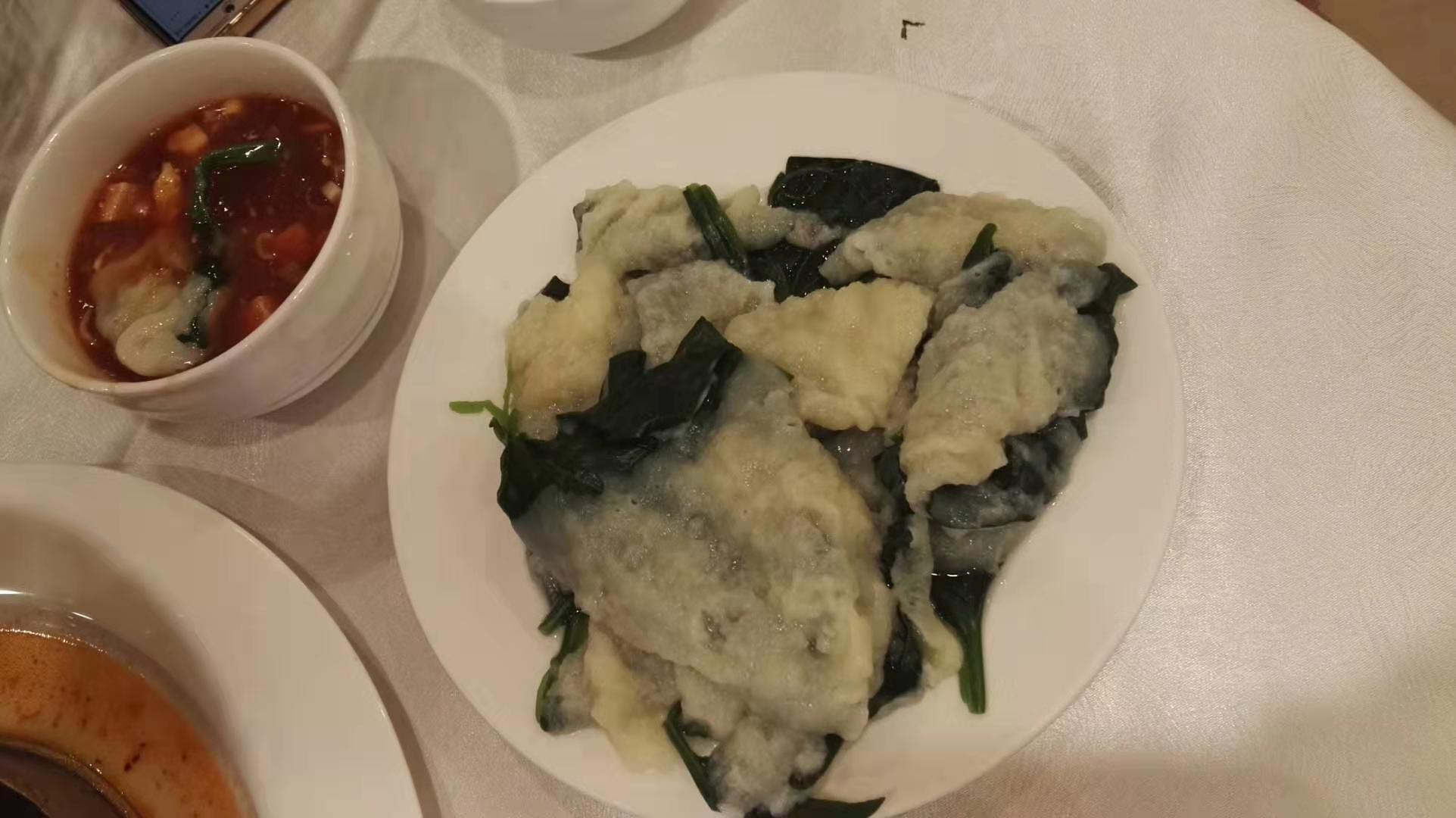
清徐沾片子

清徐以產陳醋、葡萄出名，此外還有清徐沾片子等地方美食。

## 名人
- 罗贯中
- 马泉
- 李元茂
- 贾廷诏
- 乔松年
- 王灏儒
- 王茂兴